# Euphorbia transtagana
Euphorbia transtagana es una especie de fanerógama perteneciente a la familia de las euforbiáceas. Es originaria de la península ibérica.

## Descripción
Es una planta con la base del tallo leñoso, glabra, ligeramente glauca, con frecuencia multicaule. Tallos alcanzan un tamaño de 5-20(30) cm de altura, ascendentes, a veces muy foliosos en su tercio inferior, simples o ramificados en la base. Las hojas que disminuyen de tamaño hacia la base, están dispuestas en el tercio inferior del tallo, de ordinario papilosas; las medias y superiores oblanceoladas o espatuladas. Pleocasio con 3-4(5) radios. Ciatio de 1,5-2 mm, cortamente pedunculado, glabro. Fruto  subcónico, sulcado, glabro; cocas redondeadas, lisas. Semillas ovoideas o subovoideas, irregularmente sulcado-foveoladas, con la costilla dorsal marcada, grisáceas.

## Distribución y hábitat
Se encuentra en matorrales, pinares algo degradados, sobre areniscas o margas, donde prefiere suelos arenosos algo húmedos aunque relativamente cálidos; a una altitud de 100-400 metros en la mitad sur de Portugal.

## Taxonomía
Euphorbia transtagana fue descrita por Pierre Edmond Boissier y publicado en Diagnoses Plantarum Orientalium Novarum, ser. 2, 4: 88. 1859.
Etimología
Euphorbia: nombre genérico que deriva del médico griego del rey Juba II de Mauritania (52 a 50 a. C. - 23), Euphorbus, en su honor – o en alusión a su gran vientre –  ya que usaba médicamente Euphorbia resinifera. En 1753 Carlos Linneo asignó el nombre a todo el género.
transtagana: epíteto
Sinonimia
- Tithymalus transtaganus (Boiss.) Samp.[5]